# 2000 FQ48
2000 FQ48 är en asteroid i huvudbältet som upptäcktes den 30 mars 2000 av LINEAR i Socorro County, New Mexico.
Asteroiden har en diameter på ungefär 36 kilometer.